# Kingdom of Desire
Kingdom of Desire je osmi studijski album ameriške rock skupine Toto, ki je izšel leta 1992. Po turneji Past to Present je skupina odpustila glavnega vokalista Jeana-Michela Byrona, Steve Lukather pa je prevzel vlogo glavnega vokalista in frontmana skupine. Kmalu po izidu albuma je umrl bobnar Jeff Porcaro. Nadomestil ga je britanski bobnar Simon Phillips.

## Seznam skladb
Vse skladbe so delo skupine Toto, razen, kjer je posebej označeno.
| Stran 1 | Stran 1                            | Stran 1 |
| Št.     | Naslov                             | Dolžina |
| ------- | ---------------------------------- | ------- |
| 1.      | „Gypsy Train‟                      | 6:45    |
| 2.      | „Don't Chain My Heart‟             | 4:46    |
| 3.      | „Never Enough‟ (Toto, Fee Waybill) | 5:45    |
| 4.      | „How Many Times‟                   | 5:42    |
| 5.      | „2 Hearts‟                         | 5:13    |
| 6.      | „Wings of Time‟                    | 7:27    |

| Stran 2 | Stran 2                                             | Stran 2 |
| Št.     | Naslov                                              | Dolžina |
| ------- | --------------------------------------------------- | ------- |
| 7.      | „She Knows the Devil‟                               | 5:25    |
| 8.      | „The Other Side‟ (Paich, R. Kaplan, Billy Sherwood) | 4:41    |
| 9.      | „Only You‟                                          | 4:28    |
| 10.     | „Kick Down The Walls‟                               | 4:54    |
| 11.     | „Kingdom of Desire‟ (Danny Kortchmar)               | 7:16    |
| 12.     | „Jake to the Bone‟                                  | 7:05    |

## Singli
- »Don't Chain My Heart« / »Jake To the Bone«
- »Don't Chain My Heart« / »Jake To the Bone« / »I'll Be Over You« (v živo) (CD)
- »Only You« / »Gypsy Train«
- »Only You« / »Gypsy Train« / »The Seventh One« (CD)
- »2 Hearts« / »How Many Times«
- »2 Hearts« / »How Many Times« / »Never Enough« (CD/12")
- »The Other Side« / »How Many Times«

## Zasedba

### Toto
- Steve Lukather – kitare, solo vokal, spremljevalni vokal
- David Paich – klaviature, spremljevalni vokal
- Mike Porcaro – bas kitara
- Jeff Porcaro – bobni, tolkala

### Dodatni glasbeniki
- Steve Porcaro – klaviature
- John Jessel – sintetizator
- Lenny Castro – tolkala (3, 7)
- Joe Porcaro – tolkala (9)
- Jim Keltner – tolkala (8)
- Chris Trujillo – tolkala (8)
- Gary Herbig – saksofon (3)
- Don Menza – saksofon (3)
- Chuck Findley – trobenta (3)
- John Elefante – spremljevalni vokal (1)
- Phillip Ingram, Fred White, Alex Brown, Angel Rogers – spremljevalni vokal (2)
- Richard Page – spremljevalni vokal (4–6)
- Steven George – spremljevalni vokal (4)
- Bobby Womack – spremljevalni vokal (7)